# Isis (banda)
Isis fue una banda estadounidense de post-metal, sludge metal y avant-garde metal fundada en Boston, Massachusetts, en 1997. El grupo ha sido influenciado en gran parte por la obra de bandas como Neurosis y Godflesh, pioneros del género. Además, ha ayudado a evolucionar el género, creando música en forma de canciones de larga duración que se centran en la repetición y la evolución de una estructura.
El más reciente álbum del grupo, Wavering Radiant, se lanzó a mediados del 2009.
El 19 de mayo de 2010, la banda anunció mediante un comunicado oficial su separación definitiva, el líder de la banda, Aaron Turner, declaró: "En pocas palabras, con Isis hemos hecho todo lo que queríamos hacer, y dicho todo lo que queríamos decir. Con el interés de preservar nuestro amor por esta banda, por cada uno, por la música que hemos hecho y por la gente que nos ha apoyado continuamente, es el momento de decir adiós." 1 Su concierto de despedida tuvo lugar en Montreal el 23 de junio de 2010. Un mes más tarde publicaron un último EP compartido con Melvins.

### Formación,Celestialy otros lanzamientos (1997–2001)
A finales de 1997 y después de una serie de sesiones y experimentaciones, los amigos Aaron Turner (guitarra/vos; también fundador de Hydra Head Records y su subsidiaria, HH Noise Industries), Jeff Caxide (bajo), Chris Mereschuk (electrónicos/voz) y Aaron Harris (batería) formaron la banda Isis. Como Turner indica, "Isis se formó gracias a la poca satisfacción resultada de experiencias con nuestras bandas pasadas y sus integrantes. No estábamos contentos con la dirección musical que estábamos tomando... Dos de nosotros vivíamos juntos y teníamos gustos similares además de colecciones de discos casi iguales." Después de realizar una gira por la Costa Este en 1998, Mereschuk y lo reemplaza Randy Larsen de la banda Cable. Jay Randall (ahora miembro de Agoraphobic Nosebleed) posteriormente reemplazó a Larsen y colaboró con la banda en el EP Red Sea de 1999. Sin embargo, su permanencia no fue muy duradera. Ese mismo año, Isis recluta al guitarrista y teclista Bryant Clifford Meyer (exmiembro de The Gersch) y al guitarrista Michael Gallagher (exmiembro de Cast Iron Hike). En el año 2000, después de lanzar su álbum debut titulado Celestial y su EP hermano, SGNL›05 (con el sello Neurot Recordings), Isis ganó cierta notoriedad dentro de la escena del heavy metal y hardcore punk undergroung gracias a giras realizadas con Cave In y Neurosis. La banda se mantuvo con esta alineación hasta su separación en el año 2010.
Para el EP SGNL›05la banda contacto a Justin Broadrick de la banda Godflesh a través de sus amigos de Neurosis para realizar el remix del tema Celestial, el cual usaron para dar cierre al EP. Después de SGNL›05, la banda sintió la necesidad de expandirse tanto en el ámbito artístico como en la distribución de su música. Todos los integrantes eran reconocidos seguidores de la banda Melvins y consideraron a su disquera, Ipecac Recordings (propiedad de Mike Patton) una ideal candidata para sus propósitos. Un amigo de Turner, James Plotkin, se encontraba de hecho trabajando para Ipecac y le mostró material de Isis a Patton, sin saber que este era fan de la banda. Después de discutir los términos, firmaron contrato con Ipecac, con quienes lanzaron sus trabajos posteriores.

### Oceanic(2002–2004)
A pesar de que Celestial estaba profundamente arraigado al heavy metal y al hardcore punk, su siguiente producción, Oceanic del año 2002, mostró una contraste al poseer características más cercanas al post-rock y la música ambiental, ayudando significativamente al nacimiento del género post-metal en lo que muchos ven como una progresión lógica. A pesar de que el álbum todavía conservaba cierta intensidad "metálica", este cambio dio a la banda la oportunidad de acercarse a un público más amplio; haciendo de Oceanic quizá su álbum más notable hasta la fecha, considerado un punto de inflexión en la historia de la banda. El mismo Turner lo describe como el mejor álbum por excelencia. Fue al mismo tiempo su lanzamiento más exitoso, recibiendo elogios por parte de Rock Sound y Terrorizer, calificándolo como el "álbum del año" en 2002, A finales de 2003, los miembros de Isis cambiaron su residencia a Los Ángeles.
El sonido distintivo de sus producciones a partir de Oceanic tuvo un notable impacto en el avant-garde metal, sirviendo de apoyo para el desarrollo de los sonidos de otras bandas contemporáneas como Cult of Luna, Pelican, Tides, Rosetta y Russian Circles, quienes tienen a Isis dentro de sus influencias. Este éxito "undeground" atrajo también la atención de agrupaciones como Mogwai, con quienes realizaron giras en numerosas ocasiones.
Oceanic Remixes and Reinterpretations fue lanzado en 2004, el cual cuenta con re interpretaciones de temas como Oceanic por parte de varios artistas, a petición de la banda. Ambas producciones, Oceanic y Oceanic Remixes contaron con la voz de la cantante Maria Christopher de la banda 27. El álbum incluye también otro remix realizado por Justin Broadrick, quien apoyo a Isis con su banda Jesu, la cual mantiene un contrato con Hydra Head Records.

### Panopticon(2004–2006)
En el año 2004, Isis lanza su tercer álbum, Panopticon. Esto significó una gran progresión como muchos habían predicho desde Oceanic, con un sentimiento más enfocado en el sonido post-rock a diferencia de sus anteriores materiales. Justin Chancellor de Tool aparece como invitado en el tema "Altered Course". Fue un álbum bien recibido, siendo catalogado también como 'álbum del año' por la revista Rock Sound y alcanzando el puesto No.47 en el top de las listas de Billboard de álbumes independientes; marcando esto su primera aparición en listas comerciales. Antes de realizar una gira por Estados Unidos, la banda realizó un concierto gratuito en el Museo de Arte Contemporáneo de Los Ángeles, gracias al amplio reconocimiento que la banda adquirió en los círculos artísticos desde la salida de su álbum Oceanic. Debido al impacto generado por Oceanic y Panopticon, la revista Revolver nombró a Isis la duodécima banda más pesada de todos los tiempos en diciembre de 2004. El 23 de julio de 2006, tocaron enteramente el álbum Oceanic en una presentación en el foro KOKO en Londres, como parte del festival All Tomorrow's Parties curado por la empresa Don't Look Back.
Clearing the Eye, el único DVD de la banda, documenta las presentaciones de la banda a lo largo de 5 años a través del mundo, siendo lanzado por Ipecac el 26 de septiembre de 2006. También en septiembre de 2006, lanzaron una colaboración con Aereogramme titulada In the Fishtank 14 como parte de un proyecto con el sello alemán Konkurrent, el cual dio a ambas bandas dos días para grabar el material en sus estudios.

### In the Absence of Truth(2006–2008)

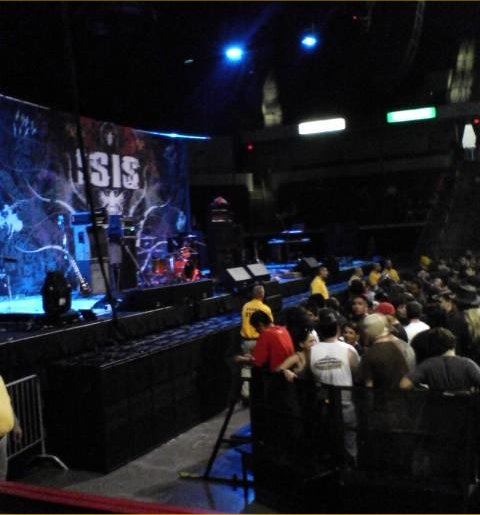
Isis en el escenario durante la gira de Panopticon.

La banda finalizó las grabaciones de su cuarto álbum In the Absence of Truth el 9 de julio de 2006. Fue lanzado el 31 de octubre a través de Ipecac. Esta producción vio a la banda evolucionar en gran medida como lo hicieron los lanzamientos anteriores Oceanic y Panopticon, en esta ocasión añadiendo elementos electrónicos y canciones con mejores estructuras técnicas en batería y voz. El sonido incorporó elementos más melódicos en comparación a lo que venían realizando, alejándose de los efectos "drone" para inclinarse hacia elementos metálicos más tradicionales predominando en las partes pesadas. Tal como los álbumes anteriores, este álbum logró superar a su antecesor directo siendo todo un éxito comercial, alcanzando el puesto No.6 en las listas de Billboard.
Isis fue la banda que abriría los conciertos de Tool a finales de 2006 en su gira por Estados Unidos promoviendo su nuevo álbum 10,000 Days.

### Wavering Radianty separación (2009–2010)
En abril de 2009, la banda ganó en la categoría de "Mejor acto de metal underground" en la ceremonia de los premios Golden Gods de la revista  Revolver. El quinto álbum de estudio de la banda Wavering Radiant fue lanzado poco después a través de Ipecac. La versión en formato CD fue lanzada el 5 de mayo de 2009 y la versión en formato vinilo el 29 de abril. Fue producido por Joe "Evil" Barresi, ya que después de años de trabajar con Matt Bayles, esto se volvió "rutinario".
El álbum siguió la misma línea que los anteriores al escribir temas largos, presentando un ligero cambio en cuanto al dinamismo "rápido-lento" de sus anteriores trabajos. La recepción crítica fue en general positiva. Comercialmente fue todo un éxito, ingresando en los Billboard 200 por primera vez ganando presencia internacional.
Posterior al lanzamiento, la banda se embarcó en diversas giras, en algunas de ellas encabezando las presentaciones por todo Estados Unidos, Europa, Japón y Australia con bandas como Baroness, Big Business, Cave In y Melvins.
El 18 de mayo de 2010, la banda anuncia su decisión de separarse después de finalizar su última gira, la cual se dio lugar en Montreal – la locación donde la banda realizó tiempo atrás su primera presentación– el 23 de junio de 2010. Los miembros de Isis comentarion de forma colectiva que el motivo de su separación se debía a que "ya habían hecho todo aquello que se habían propuesto, y habían dicho todo lo que querían decir," y, como parte de un acuerdo pactado entre todos, no deseaban afrontar la situación más allá de solo tener un final digno."

## Miembros

### Anteriores
- Jeff Caxide – Bajo
- Michael Gallagher – Guitarra
- Aaron Harris – Batería
- Bryant Clifford Meyer – Electrónica, guitarra y voz
- Aaron Turner – Guitarra y voz
- Chris Mereschuk – Electrónica y voz (1998-1999)
- Jay Randall – Electrónica (1999-2000)

### Colaboradores
- Maria Christopher y Ayal Naor de 27 (quienes contribuyeron a Oceanic)
- Justin Chancellor de Tool (quien contribuyó a la canción "Altered Course" de Panopticon)
- Agoraphobic Nosebleed (colaboró en una versión de "Boris" de The Melvins para We Reach: The Music of The Melvins)
- Adam Jones de Tool (colaboró con la interpretación de guitarra en dos canciones de Wavering Radiant)

### Proyectos paralelos
- Old Man Gloom
- House of Low Culture
- Lotus Eaters
- Red Sparowes
- Loga
- Windmills by the Ocean
- MGR
- The Gersch
- Palms
- Sumac

## Discografía

### Álbumes de estudio
| Año  | Título                  | Discográfica  |
| ---- | ----------------------- | ------------- |
| 2000 | Celestial               | Escape Artist |
| 2002 | Oceanic                 | Ipecac        |
| 2004 | Panopticon              | Ipecac        |
| 2006 | In the Absence of Truth | Ipecac        |
| 2009 | Wavering Radiant        | Ipecac        |